# WNBA Draft
Der WNBA Draft ist ein Verfahren der Basketballliga Women’s National Basketball Association (WNBA), bei der die Teams der Liga Rechte an verfügbaren Amateur- und Jugendspielerinnen erwerben (to draft = einberufen, einziehen) können. Man kann für ein spezielles Team ausgewählt werden. = Pick.

## Geschichte
Der erste WNBA Draft fand am 22. Januar 1997 statt. Anders als alle nachfolgenden Drafts teilte sich dieser in drei Drafts auf: Initial Player Allocation, Elite Draft, WNBA Draft. Der erste Teil war die Initial Player Allocation, dabei wurden 16 Spielerinnen an die einzelnen Teams in keiner bestimmten Reihenfolge zugeteilt. Der zweite Teil war der Elite Draft, der bestand aus professionellen Spielerinnen, die in anderen Ligen spielten. Diesmal konnten die 8 Mannschaften ihre Spieler selbst auswählen. Es fanden 2 Runden statt, wo jedes Team in jeder Runde eine Spielerin wählen konnte. Der letzte Teil war der WNBA Draft, wo die Mannschaften abermals in 4 Runden jeweils eine Spielerin ziehen konnten.
Seit 1998 existiert nur mehr der WNBA Draft. Trotzdem kommt es in der WNBA immer wieder zu einem Expansion Draft, wenn ein neues Team der Liga beigetreten ist, oder zu einem Dispersal Draft, wenn sich ein Team aufgelöst hat.
Von 1998 bis 2002 gab es im WNBA-Draft immer 4 Runden seit 2003 sind es nur mehr 3 Runden.

## Der Draft
Die WNBA besteht aus zwölf Mannschaften (Stand: 2022). In jeder Runde des Drafts hat jedes Team einen sogenannten Draftpick, mit welchem sich die einzelnen Mannschaften die Rechte an einer Spielerin pro Runde sichern können. Die Reihenfolge im Draft entspricht grundsätzlich der umgedrehten Abschlusstabelle der vorangegangenen Saison, wodurch die Mannschaft mit der schlechtesten Bilanz das erste Wahlrecht im Draft zusteht, während jene Mannschaft, die die Saison mit der besten Bilanz beendete, das letzte Wahlrecht in jeder Runde besitzt. 
Um zu vermeiden, dass Franchises absichtlich verlieren um sich somit eine bessere Platzierung im Draft zu sichern, wurde die Draftlotterie eingeführt, mit der ein Teil der Reihenfolge für die erste Runde des Drafts bestimmt wird. An dieser Lotterie, die nach der regulären Saison durchgeführt wird, nehmen alle vier Mannschaften teil, die in der vorangegangenen Saison den Einzug in die Playoffs verpassten, wobei die schlechteste der vier Mannschaften vor der Lotterie auf Platz 1 und die beste auf Platz 4 in der Draftreihenfolge gesetzt wird. Da es sich hierbei um eine gewichtete Lotterie handelt, hat das auf Platz 1 gesetzte Team höhere Chancen, das erste Wahlrecht zugesprochen zu bekommen als die anderen drei Mannschaften. Das Team auf Platz 4 besitzt die niedrigste Chance das erste Wahlrecht zu erhalten. Die restliche Reihenfolge im Draft entspricht der umgedrehten Abschlusstabelle der Vorsaison. Das fünfschlechteste Team hat somit die fünfte Wahl im Draft und das beste die letzte.